# Seznam osebnosti iz Občine Črna na Koroškem
Seznam osebnosti iz Občine Črna na Koroškem vsebuje osebnosti, ki so se tu rodile, delovale ali umrle. Občino Črna na Koroškem sestavlja devet zaselkov: Črna, Žerjav, Ludranski Vrh, Bistra, Koprivna, Topla, Helena in Javorje.

## Vzgoja in izobraževanje
- Peter Hriberšek, ravnatelj OŠ Črna na Koroškem
- Josef Grolling, ravnatelj OŠ Črna na Koroškem
- Janko Kuhar, ravnatelj OŠ Črna na Koroškem
- Karel Rosserbacher, ravnatelj OŠ Črna na Koroškem
- Irena Diehl, ravnateljica OŠ Črna na Koroškem
- Ivan Hribar, ravnatelj OŠ Črna na Koroškem
- Jakob Medved, geograf, visokošolski učitelj, ravnatelj OŠ Črna na Koroškem (*26. junij 1926, Velka, †10. december 1978, Ljubljana)
- Rudolf Kodela, ravnatelj OŠ Črna na Koroškem
- Alojz Germ, ravnatelj OŠ Črna na Koroškem
- Jožefa Ovnič, ravnateljica OŠ Črna na Koroškem
- Romana Košutnik, zgodovinarka, geografinja, ravnateljica, vodja Zavoda za šolstvo OI Slovenj Gradec
- Mitja Pranjič, matematik, ravnatelj OŠ Črna na Koroškem
- Ivana Rifel, učiteljica OŠ Črna na Koroškem (*26. december 1940, Šoštanj)
- Marijan Lačen, defektolog, dolgoletni direktor CUDV, alpinist, častni občan Občine Črna na Koroškem (*27. julij 1947)
- Peter Kropivnik, defektolog, častni občan Občine Črna na Koroškem (*15. april 1945)
- Anton Kaspert, zgodovinar, gimnazijski profesor v Celju, Mariboru, Ljubljani in Gradcu (*22. april 1850 Lesično, †27. oktober 1920 Črna na Koroškem)
- Peter Ficko, slovenski pisec, pedagog, planinec (*1936)
- Margareta Jukič, učiteljica, kulturna delavka, častna občanka Občine Prevalje (*17. junij 1943, Žerjav)
- Ivanka Stopar, dolgoletna ravnateljica na Srednji šoli Ravne, dobitnica državnega priznanja za življenjsko delo na področju VIZ, (*1958, Žerjav)
- Jožica Praprotnik, vodja vrtca s podružnicami, kulturna delavka (*29. november 1948)
- Janez Mrdavšič, slavist (*16. november 1928, Črna na Koroškem † 10. junij 2004, Slovenj Gradec)

## Politika
- Anton Okrogar, slovenski delavec, komunist, častnik, partizan in narodni heroj (*1923, Zagorje ob Savi, †1955 Črna na Koroškem)
- Jože Knez, slovenski gospodarstvenik in politik (*8. februar 1925, †1. december 1995, Novo mesto)
- Irma Pavlinič Krebs, slovenska odvetnica, političarka (*3. april 1963)
- Polonca Komar, slovenska političarka, ekonomistka, novinarka (*17. december 1967)
- Romana Lesjak, političarka, županja Občine Črna na Koroškem (*27. december 1956)
- Peter Raztočnik, lokalni politik, kronist († 2020)
- Janez Švab, pisatelj, nekdanji župan Občine Črna na Koroškem (*8.maj.1958)

## Gospodarstvo
- Carl von Scheuchenstuel, upravitelj železarne grofa Thurna (*28. oktober 1792, Črna na Koroškem, † 21. julij 1867, Salzburg)
- Thomas Komposch, oberhutman (poslovodja v rudniku) (*1804, † 15. julij 1840, Črna na Koroškem)
- Josef Gerschak, Hausbesitzer und Wirth (posestnik in gostilničar) (*1848, † 11. november 1902, Črna na Koroškem)
- Marko Slanič, krojaški mojster (*24. april 1861, Črna na Koroškem, † 26. avgust 1932, Črna na Koroškem)
- Max Punzengruber, trgovec (*5. avgust 1865, Črna na Koroškem, † 2. oktober 1929, Črna na Koroškem)
- Franc Wastl, rudarski paznik (*13. september 1875, † 30. avgust 1938, Črna na Koroškem)
- Jurij Črešnik, mesar in posestnik (*1879,Črna na Koroškem, † 1920, Črna na Koroškem)
- Tone Raušer, nadzornik obzorja v rudniku (*9. januar 1900, Črna na Koroškem, † 10. september 1952, Črna na Koroškem)
- Boris Debelak, podjetnik, predsednik uprave podjetja Cablex
- Bogomir Auprih, podjetnik, direktor podjetja TAB Mežica
- Borut Repanšek, svetovalec direktorja Mednarodnega denarnega sklada

## Duhovniki
- Janez Dožan, rimokatoliški duhovnik (*12. maj 1809 †5. avgust 1871, Črna na Koroškem) V Črni na Koroškem deloval od ? do 5. avgusta 1871.
- Jakob Piuk, rimokatoliški duhovnik (*23. julij 1807, †18. marec 1871 Javorje) Deloval v Javorju od 1853 do 1871.
- Karel Kirchmayer, rimokatoliški duhovnik (*1864 † 1913 Črna na Koroškem)
- Jožef (Josip) Dobrovc, rimokatoliški duhovnik in narodni delavec (*30. julij 1873 Nazarje, †5. april 1927, Črna na Koroškem)
- Dr. Alojz Kuhar, rimokatoliški duhovnik (*1895 Kotlje, † 1958 New York) V Črni na Koroškem deloval kot kaplan od 1918 do 1920.
- Ludovik Viternik, rimokatoliški duhovnik, skladatelj, učitelj, pesnik (*1888, †1973, Ravne) Deloval v Javorju od leta 1918 do 1947.
- Matej Krof, rimokatoliški duhovnik (*9. september 1916 Lokovica †23. maj 1950 (ubit na poti iz zaselka Helena), Črna na Koroškem) Posvečen: 6. april 1941 v Mariboru V Črni na Koroškem deloval do 23. maja 1950.
- Simon Črešnik, rimokatoliški duhovnik (*12. september 1916 †29. junij 1981, Črna na Koroškem) Posvečen: 6. april 1941 v Mariboru V Črni na Koroškem deloval od 1. oktobra 1950 do 29. junija 1981.
- Tone Vrisk, rimokatoliški duhovnik (*22. avgust 1947 Vojnik, †1. januar 2019, Črna na Koroškem) Posvečen: 29. junij 1973 v Mariboru. V Črni na Koroškem deloval od leta 1978 do 2019.
- Robi Sekavčnik, rimokatoliški duhovnik Posvečen:  v Mariboru. Nova maša: 3. julij 2016, Ravne na Koroškem V Črni na Koroškem deloval od 1. avgusta 2019 do 1. avgusta 2020.
- Jožef Lipovšek, rimokatoliški duhovnik Posvečen: v Mariboru V Črni na Koroškem deluje od 1. avgusta 2020.

## Kultura
- Tomaž Simetinger, etnolog in kulturni antropolog, kulturni delavec, slovenski folklorni koreograf (*1981)
- Kristl Markovič - Mato, partizan, kulturni delavec, po njem se imenuje eden od pevskih zborov v Črni na Koroškem (MePZ Markovič Kristl-Mato)
- Karl Markovič - Daco, slovenski arhitekt
- Gvido Jančar, kulturni delavec
- Alojz Repanšek, ljubiteljski lokalni zgodovinar, fotograf, častni občan Občine Črna na Koroškem
- Karel Berložnik, kronist
- Jože Gradišnik - Šanclov Zepi, kronist

### Glasba
- Aleš Piko, organist (*1881, Črna na Koroškem, †1934, Črna na Koroškem)
- Franc Piko, organist, zborovodja (*1903, Črna na Koroškem, †1977, Črna na Koroškem)
- Mojmir Sepe - Mojzes, slovenski skladatelj zabavne glasbe in dirigent (*11. julij 1930 †24. december 2020 Ljubljana)
- Daniel Kovac, nemško-slovenski pevec, udeleženec Evrovizije (*27. september 1956)
- Fredy Miler, slovenski rudar, glasbenik in tekstopisec (*22. maj 1967)
- Milan Pečovnik - Pidži, slovenski pevec in country glasbenik
- Terezija Potočnik, operna pevka, članica ansambla SNG Opera Balet Maribor
- Samo Kozar - Sam, slovenski raper

### Novinarstvo
- Miro Petek, slovenski novinar, politik (*6. marec 1959)
- Petra Lesjak Tušek, slovenska novinarka, predsednica Društva novinarjev Slovenije (*21. marec 1975)
- Marjan Fortin, športni novinar
- Katja Gole, novinarka RTV Slovenija in Koroškega radia (*17. junij 1976)

### Likovna umetnost, fotografija, film
- Leander Fužir, ljubiteljski slikar (1942-2023)
- Dare Janet, ljubiteljski slikar
- Tina Javornik, slovenska arhitektka in vizualna umetnica (*Žerjav)
- Tomo Jeseničnik, slovenski fotograf (*14. februar 1964)
- Igor Prodnik, slovenski filmski režiser, direktor Viba filma (*1955)

## Znanost
- Miroslav (Miro) Baraga, elektrotehnični inženir, član Ljubljanske inženirske zbornice
- Miro Pušnik, direktor Centralne tehniške knjižnice UL (*1963)
- Gabrijela Simetinger, zdravnica, seksologinja
- Kristijan Jezernik, univerzitetni profesor, mikrobiolog, pisatelj (*1948)
- Andrej Fajmut, doktor metalurgije (*1938)
- Vojko Strojnik, kineziolog, visokošolski učitelj (*12. julij 1960)

## Šport
- Tina Maze, alpska smučarka, olimpijska in svetovna prvakinja (*2. maj 1983)
- Mitja Kunc, slovenski alpski smučar, olimpijec (*12. november 1971)
- Aleš Gorza, slovenski alpski smučar, olimpijec (*20. junij 1980)
- Nataša Lačen, slovenska smučarska tekačica, olimpijka (*3. december 1971)
- Katjuša Pušnik, slovenska alpska smučarka, olimpijka (*31. januar 1969)
- Ožbi Ošlak, slovenski alpski smučar (*25. januar 1977)
- Drago Pudgar, slovenski smučarski skakalec, olimpijec (*27. september 1949)
- Danilo Pudgar, slovenski smučarski skakalec, olimpijec (*3. maj 1952)
- Samo Vidovič, slovenski nogometaš (napadalec) (*24. september 1968)
- Grega Lačen, alpinist (*februar 1976 †17. januar 2020)
- Emil Savelli, planinec in alpinist (* 1941 †februar 2015)

## Zdravstvo
- Ana Fajmut, zdravnica, humanitarka, častna občanka Občine Črna na Koroškem (*1944)

## Vojska
- Jozef Štrukl, vojaški pilot (*6. junij 1906 †?)
- Jovan Vatković, srbski junak, padel v bitki za Črno 1919 (†28. maj 1919)
- Jožef Kaker, slovenski partizan, partizan Šlandrove brigade
- Jože Počivalnik, slovenski partizan (*14. marec 1923, †7. september 1954 Črna na Koroškem)
- Franc Kramar, slovenski partizan (*13. avgust 1915, †16. maj 1944 Koprivna)
- Karel Knez - Bogdan, slovenski partizan, namestnik komandirja odreda (*3. november 1923, †marec 1944 Koprivna)
- Volbi Želodec - Lado, slovenski partizan, podporočnik-komandir čete (*23. april 1922, †avgust 1944 Koprivna)
- Martin Štifter, slovenski partizan, borec Koroškega odreda (*4. september 1907, †15. maj 1944 Javorje)

## Osebnosti od drugod
- Marija Makarovič, etnologija, ki je velik del svojega raziskovanja posvetila tudi Črni na Koroškem s knjigami Črna in Črnjani, Jazbina, Zgodbe nekaterih starejših prebivalcev Občine Črna na Koroškem, tudi nagrajenka Občine Črna na Koroškem (*15. avgust 1930)
- Marija Irma Vačun Kolar, slovenistka, visokošolska učiteljica, prva pripravila celostno analizo Črnjanskega rokopisa iz leta 1699 (*6. avgust 1941)